# Муравский, Радослав
Радосла́в Па́вел Мура́вский (пол. Radosław Pawel Murawski; родился 22 апреля 1994 года, Гливице, Польша) — польский футболист, полузащитник клуба «Лех».

## Клубная карьера
Муравский — воспитанник клуба «Пяст». 18 апреля 2012 года в матче против «Олимпии» из Эльблонга он дебютировал в Первой польской лиге. По итогам дебютного сезона Радослав помог команде выйти в элиту. 8 декабря в матче против «Белхатува» он дебютировал в польской Экстраклассе. 12 мая 2013 года в поединке против «Шлёнска» Радослав забил свой первый гол за «Пяст».
Летом 2017 года Муравский перешёл в итальянский «Палермо». 26 августа в матче против «Специи» он дебютировал в итальянской Серии B. 16 сентября в поединке против «Фоджи» Радослав забил свой первый гол за «Палермо».

## Международная карьера
В 2017 году в составе молодёжной сборной Польши Муравский принял участие в домашнем молодёжном чемпионате Европы. На турнире он сыграл в матче против команды Англии.

## Достижения
«Лех»
- Чемпион Польши: 2021/22